# 刘著
刘著（1991年1月9日—），出生于四川省南充市，2010年《快乐男声》成都唱区选手，因外表、着装酷似女性引发了社会关注与争议。
刘著2009年入学，就读于四川音乐学院作曲系录音专业。其外表、着装和打扮酷似女性，并因此在参赛时受到评委“安妮玫瑰”刻薄对待，几次打断演唱并提出质疑。刘著因此受到众多网友同情和追捧，被称为“著姐”。在2010年5月23日进行的成都赛区35进25总决赛中，刘著未能晋级。而据报道，此前有圈内人士透露称，广电总局确实对快乐男声下达过批复，其中一条就是“不能选不男不女的选手”。
2010年7月登上女性美容杂志《女刊瘦美人》封面，并签约成为为该杂志专栏作家，分享瘦身美容秘诀。2010年9月发行首张个人专辑《无双》。2010年10月6日在成都体育馆举办个人首场演唱会。
2015年，开始任网络主播。2020年，发表的网络视频依然是女性装扮，并自称是男性，而且恋爱对象是男性。

## 观点
根据报道，刘著谈过恋爱，喜欢男生，无果而终。刘著说，“我不难过，我只是无奈，因为我不能结婚，不能生小孩，那我也许可以在别的地方得到补偿，比如音乐。”
刘著说，如果一定要剪去长发褪下裙装才能继续“快乐男声”，“那就不参加了。”
接受南都娱乐周刊记者采访时，刘著回应说，自知自己是男儿身，心理认知则为女性，认为“命运安排我不能结婚，不能生小孩，在其他方面我就可以得到补偿。每个人总有些遗憾吧”。